# Roberto Biffi
Roberto Biffi (Milano, 21 agosto 1965) è un allenatore di calcio ed ex calciatore italiano, di ruolo difensore.
È il giocatore con il maggior numero di presenze (373) nella storia del Palermo.

## Caratteristiche tecniche

### Giocatore
Roberto Biffi ha giocato da libero ed era in grado sia di impostare l'azione d'attacco che di concluderla. Possedeva un tiro molto forte ed era abile nell'esecuzione dei calci di punizione, riuscendo a realizzare parecchie reti nel corso della sua carriera. Giocatore dal temperamento importante, cosa che lo ha indotto a incappare in qualche espulsione di troppo nel corso della sua lunga attività agonistica.

## Carriera

### Giocatore

#### Club

##### Gli esordi
Ha iniziato a giocare nel vivaio del Milan nel 1975, partendo dalla categoria Pulcini e percorrendo tutta la trafila delle squadre giovanili; nella stagione 1981-1982 è riuscito a conquistare il campionato nazionale Dante Berretti, battendo nella doppia finale il Bari, con Fabio Capello allenatore. Debutta invece in prima squadra, con la maglia rossonera, in Serie B, nella stagione 1982-1983, giocando quattro partite e ottenendo alla fine la promozione in Serie A.
Negli anni successivi ha militato nel Foggia, nel Modena, nel Prato, brevemente nel Parma (dove non scende mai in campo con Arrigo Sacchi in panchina) e nel Mantova, fino a quando non è approdato al Palermo nella stagione 1988-1989

##### Palermo

Da sinistra: l'allenatore Ignazio Arcoleo e il capitano rosanero Biffi nella stagione 1996-1997.

Nel Palermo ha giocato per undici anni, diventando capitano e detentore del record di presenze totali con la maglia rosanero. Nelle prime due stagioni in Sicilia ha sfiorato la promozione dalla Serie C1 alla Serie B. Nell'annata 1990-1991 ottiene la promozione tra i cadetti, retrocedendo tuttavia dopo una stagione, a causa della classifica avulsa sfavorevole. Nella stagione 1992-1993 vince il campionato e la Coppa Italia Serie C 1992-1993. Questa competizione fu vinta dai rosanero dopo due finali perse consecutivamente da quando Biffi era in squadra, nelle stagioni 1989-1990 e 1990-1991, rispettivamente contro Lucchese e Monza.
Tra il 1993 e il 1997 guida il club siciliano nella serie cadetta, facendo parte del Palermo dei picciotti. Al termine dell'annata 1996-1997 la squadra retrocede nuovamente in Serie C1, nel quale Biffi, in occasione della partita casalinga con la Lucchese, aveva raggiunto la vetta solitaria nella classifica dei calciatori più presenti nei campionati con la maglia rosanero, superando il primato detenuto, fino ad allora, da Enzo Benedetti.
La stagione seguente (1997-1998), in seguito all'avvicendamento in panchina da Giorgio Rumignani a Ignazio Arcoleo, si rivelò una delle sue stagioni fallimentari, poiché, sotto la guida di Arcoleo, Biffi cominciò spesso a partire dalla panchina, a partire da un Palermo-Turris terminato incredibilmente 0-0, venendo quindi accantonato ed entrando in rotta con il tecnico palermitano, uscendo per questo dal novero dei titolari. Il campionato del Palermo si rivelò comunque uno dei peggiori che potesse avere mai giocato e Biffi, a causa del suo accantonamento, non prese parte al drammatico play-out disputato contro la Battipagliese.
Nel stagione 1998-1999, con l'addio di Ignazio Arcoleo e l'arrivo sulla panchina dei siciliani di Massimo Morgia, Biffi ritrova immediatamente centralità nell'undici rosanero. Rinfrancato e motivato dalla rinnovata leadership, manca tuttavia l'obiettivo della promozione diretta in Serie B e inoltre, a quasi 34 anni, lascia i rosanero nell'estate a venire dopo la sconfitta ai play-off contro il Savoia in una seconda chance.

##### Gli ultimi anni
In seguito ha giocato nella Fidelis Andria, nel Savona per tre stagioni e nella Sanremese per altre due, riuscendo a centrare la promozione in Serie C con entrambe le squadre. Ha chiuso infine la carriera da calciatore nel Ventimiglia.

#### Nazionale
Ha giocato nelle Nazionali giovanili, percorrendo tutta la trafila delle categorie, partecipando alla fase finale del campionato europeo Under-18 svoltosi in Russia nel 1984.

### Allenatore
La sua carriera da allenatore ha avuto inizio nella Sanremese che ha allenato nella stagione 2007-2008. Il 15 luglio 2008 è stato presentato come il nuovo allenatore del Savona, peraltro, in entrambe le squadre ne è stato capitano oltre che giocatore.
Nella stagione 2009-2010 ha rivestito quindi il ruolo di vice allenatore del Botev Plovdiv, nella massima serie del campionato bulgaro.
Il 16 febbraio 2011 viene ufficializzato il suo ingaggio da parte del Montevarchi, squadra di Serie D, subentrando a Tommaso Volpi. Il 10 febbraio 2012 diventa l'allenatore dell'Imperia nel campionato di Eccellenza, subentrando al dimissionario Alfredo Bencardino.
Il 9 ottobre 2012 approda quindi alla Loanesi, esordendo cinque giorni dopo contro la Rivarolese e conquistando i play-off a fine stagione. Il 4 marzo 2014 diventa l'allenatore della Sestrese, in Eccellenza raggiungendo a fine campionato una salvezza che sembrava impossibile al momento del suo arrivo. Riconfermato l'anno seguente, porta a termine la stagione con buoni risultati.. Nel novembre 2015 è stato richiamato alla guida della Loanesi in sostituzione del dimissionario Enrico Sardo.
Nel novembre del 2016 viene chiamato alla guida dell'Ospedaletti, centrando a fine stagione la promozione nella categoria superiore. Dal 21 novembre 2018 è il nuovo allenatore dell'Alassio, in Eccellenza, subentrando al dimissionario Marco Mambrin. Nell'estate 2019 torna all'Ospedaletti, entrando a fare parte dello staff delle giovanili; vi rimane sino alla fine della stagione 2020-2021, quando viene promosso alla guida della prima squadra arancionera, militante nel campionato ligure di Eccellenza. Il 22 novembre 2021, dopo la sconfitta esterna contro il Genova e un terzultimo posto in classifica, società e tecnico decidono consensualmente di separarsi.
Nel dicembre 2023 subentra ad Ermanno Frumento sulla panchina del Savona, società ligure che disputa il campionato di Prima Categoria. Dopo aver mancato il salto in Promozione non viene confermato.
Il 3 dicembre 2024 diventa il nuovo allenatore dell'Argentina Arma, squadra di Taggia militante nel campionato di Promozione.

## Statistiche

### Presenze e reti nei club
| Stagione         | Squadra          | Campionato       | Campionato | Campionato | Coppe nazionali | Coppe nazionali | Coppe nazionali | Coppe continentali | Coppe continentali | Coppe continentali | Altre coppe | Altre coppe | Altre coppe | Totale | Totale |
| Stagione         | Squadra          | Comp             | Pres       | Reti       | Comp            | Pres            | Reti            | Comp               | Pres               | Reti               | Comp        | Pres        | Reti        | Pres   | Reti   |
| ---------------- | ---------------- | ---------------- | ---------- | ---------- | --------------- | --------------- | --------------- | ------------------ | ------------------ | ------------------ | ----------- | ----------- | ----------- | ------ | ------ |
| 1982-1983        | Milan            | B                | 4          | 0          | CI              | 0               | 0               | -                  | -                  | -                  | -           | -           | -           | 4      | 0      |
| 1983-1984        | Foggia           | C1               | 26         | 0          | CI+CI-C         | ?               | 0               | -                  | -                  | -                  | -           | -           | -           | 26     | 0      |
| 1984-1985        | Modena           | C1               | 21         | 1          | CI-C            | ?               | ?               | -                  | -                  | -                  | -           | -           | -           | 21     | 1      |
| 1985-1986        | Prato            | C1               | 23         | 3          | CI-C            | ?               | ?               | -                  | -                  | -                  | -           | -           | -           | 23     | 3      |
| lug.-ott.1986    | Parma            | B                | 0          | 0          | CI              | 0               | 0               | -                  | -                  | -                  | -           | -           | -           | 0      | 0      |
| ott.1986-1987    | Mantova          | C1               | 29         | 5          | CI-C            | ?               | ?               | -                  | -                  | -                  | -           | -           | -           | 29     | 5      |
| 1987-1988        | Prato            | C1               | 25         | 2          | CI-C            | ?               | ?               | -                  | -                  | -                  | -           | -           | -           | 25     | 2      |
| Totale Prato     | Totale Prato     | Totale Prato     | 48         | 5          |                 | ?               | ?               |                    | -                  | -                  |             | -           | -           | 48     | 5      |
| 1988-1989        | Palermo          | C1               | 28         | 2          | CI-C            | 4               | 0               | -                  | -                  | -                  | -           | -           | -           | 32     | 2      |
| 1989-1990        | Palermo          | C1               | 29         | 1          | CI+CI-C         | 0+8             | 0+1             | -                  | -                  | -                  | -           | -           | -           | 37     | 2      |
| 1990-1991        | Palermo          | C1               | 31         | 2          | CI+CI-C         | 2+8             | 0               | -                  | -                  | -                  | -           | -           | -           | 41     | 2      |
| 1991-1992        | Palermo          | B                | 36         | 3          | CI              | 3               | 0               | -                  | -                  | -                  | -           | -           | -           | 39     | 3      |
| 1992-1993        | Palermo          | C1               | 33         | 3          | CI+CI-C         | 0+9             | 0               | -                  | -                  | -                  | -           | -           | -           | 42     | 3      |
| 1993-1994        | Palermo          | B                | 34         | 2          | CI              | 2               | 0               | -                  | -                  | -                  | -           | -           | -           | 36     | 2      |
| 1994-1995        | Palermo          | B                | 31         | 0          | CI              | 3               | 1               | -                  | -                  | -                  | -           | -           | -           | 34     | 1      |
| 1995-1996        | Palermo          | B                | 32         | 1          | CI              | 4               | 0               | -                  | -                  | -                  | -           | -           | -           | 36     | 1      |
| 1996-1997        | Palermo          | B                | 24         | 1          | CI              | 1               | 0               | -                  | -                  | -                  | -           | -           | -           | 25     | 1      |
| 1997-1998        | Palermo          | C1               | 16         | 0          | CI+CI-C         | 2+3             | 0               | -                  | -                  | -                  | -           | -           | -           | 21     | 0      |
| 1998-1999        | Palermo          | C1               | 25+2       | 1          | CI-C            | 3               | 0               | -                  | -                  | -                  | -           | -           | -           | 30     | 1      |
| Totale Palermo   | Totale Palermo   | Totale Palermo   | 319+2      | 16         |                 | 52              | 2               |                    | -                  | -                  |             | -           | -           | 373    | 18     |
| 1999-2000        | Fidelis Andria   | C1               | 29         | 2          | CI+CI-C         | ?               | ?               | -                  | -                  | -                  | -           | -           | -           | 29     | 2      |
| 2000-2001        | Savona           | D                | ?          | ?          | CI-D            | ?               | ?               | -                  | -                  | -                  | -           | -           | -           | ?      | ?      |
| 2001-2002        | Savona           | D                | ?          | ?          | CI-D            | ?               | ?               | -                  | -                  | -                  | -           | -           | -           | ?      | ?      |
| 2002-2003        | Savona           | C2               | 21         | 0          | CI-C            | 4               | 0               | -                  | -                  | -                  | -           | -           | -           | 25     | 0      |
| Totale Savona    | Totale Savona    | Totale Savona    | 79         | 2          |                 | 4               | 0               |                    | -                  | -                  |             | -           | -           | 83     | 2      |
| 2003-2004        | Sanremese        | D                | ?          | ?          | CI-D            | ?               | ?               | -                  | -                  | -                  | -           | -           | -           | ?      | ?      |
| 2004-2005        | Sanremese        | C2               | ?          | ?          | CI-C            | ?               | ?               | -                  | -                  | -                  | -           | -           | -           | ?      | ?      |
| Totale Sanremese | Totale Sanremese | Totale Sanremese | 39         | 1          |                 | ?               | ?               |                    | -                  | -                  |             | -           | -           | 39     | 1      |
| 2005-2006        | Ventimiglia      | Ecc              | 27         | 3          | CI-Ecc          | ?               | ?               | -                  | -                  | -                  | -           | -           | -           | 27     | 3      |
| Totale carriera  | Totale carriera  | Totale carriera  | 623        | 35         |                 | 18+             | 1+              |                    | -                  | -                  |             | -           | -           | 680+   | 36+    |

## Palmarès

Biffi solleva la Coppa Italia Serie C 1992-1993

### Giocatore

#### Club

##### Competizioni giovanili
- Campionato nazionale Dante Berretti: 1

Milan: 1981-1982

##### Competizioni nazionali
- Campionato italiano di Serie B: 1

Milan: 1982-1983
- Campionato Italiano Serie C1: 1

Palermo: 1990-1991 (girone B)
- Campionato italiano Serie C1: 1

Palermo: 1992-1993 (girone B)
- Coppa Italia Serie C: 1

Palermo: 1992-1993
- Campionato italiano Serie D: 1

Savona: 2001-2002 (girone A)
- Campionato Italiano Serie D: 1

Sanremese: 2003-2004 (girone E)

### Allenatore
- Promozione: 1

Ospedaletti: 2016-2017